# إدواردو ميراس
إدواردو فيسنتي ميراس (بالإسبانية: Eduardo Mirás) (14. تشرين الثاني / نوفمبر 1929 في بوينس آيرس) هو رئيس الأساقفة الفخري في روزاريو.

## حياته
إدواردو ماريس حصل في 30/حزيران/1952، رسامة الكهنة.
البابا يوحنا بولس الثاني عينه في 1984/مارس /1، الأسقف المساعد في بوينس آيرس والأسقف الفخري ل أمبيا. الأسقف الأول لبوينس آيرس، خوان كارلوس الكاردينال ارامبودو عينته في 27/ أبريل من نفس العام على أسقفية التنسيق.
في 20/نوفمبر/1993، عين رئيس أساقفة روساريو، وعين في 11/ مارس من العام المقبل في المكتب.